# عبدالقیوم سجادی
عبدالقیوم سجادی (زاده ۱۳۴۸ خورشیدی در قره‌باغ، غزنی) سیاستمدار افغانستانی و نماینده اسبق مردم ولایت غزنی در دوره‌های پانزدهم و شانزدهم مجلس نمایندگان افغانستان است. وی همچنان عضو کمیسیون امور بین‌المللی در مجلس شانزدهم نمایندگان افغانستان بود.

## زندگی‌نامه
عبدالقیوم سجادی فرزند سید حکیم زاده ۱۳۴۸ (خورشیدی) در قره‌باغ ولایت غزنی در خانواده‌ای از مردم هزاره است. او دارای مدرک دکترا در رشته علوم سیاسی است. پایان‌نامه دوره کارشناسی ارشد وی تهذیب در اسلام چندین‌بار در ایران تجدید چاپ شده و به‌عنوان منبع درسی در دانشگاه‌های ایران استفاده می‌شود. و وزیر آموزش پرورش وقت ایران برای آن تقریظ نیز نوشته بود. سجادی تاکنون چندین کتاب در خصوص مسائل سیاسی، اجتماعی، روابط بین‌الملل و مسائل حقوقی به چاپ رسانیده‌است.

## دیگر فعالیت‌ها
دیگر فعالیت‌های وی:
- تدریس علوم سیاسی در دانشگاه‌ها.
- عضو و مؤسس مرکز مطالعات استراتژیک افغانستان.
- رئیس و استاد علوم سیاسی دانشگاه خاتم النبیین.
- عضو لویه جرگه اضطراری و منشی کمیته چهارم و عضو کمیته تفاهم لویه جرگه قانون اساسی.
- مؤسس و رئیس مؤسسه تحصیلات عالی سراج.

## آثار علمی
1. افغانستان و جهانی شدن؛
2. گفتمان اسلام سیاسی و جهانی شدن در افغانستان پساطالبان؛
3. دیپلماسی در اسلام؛
4. مبانی فقهی تحزب در اندیشه سیاسی اسلام؛
5. سیاست خارجی افغانستان؛
6. جامعه‌شناسی سیاسی افغانستان؛
7. درآمدی بر اسلام و جهانی شدن؛
8. پارلمان، قانونگذاری، نظارت و نمایندگی؛
9. گفتمانهای امنیتی در روابط بین‌الملل.